# فيكتور غونتا
فيكتور غونتا (بالرومانية: Victor Gonța)‏ (21 سبتمبر 1988) لاعب كرة قدم مولدوفي من دون نادي حاليا ويجيد اللعب في مركز المهاجم.

## روابط خارجية
- فيكتور غونتا على موقع قاعدة بيانات كرة القدم.إي يو (الإنجليزية)
- فيكتور غونتا على موقع Soccerway.com (الإنجليزية)
- فيكتور غونتا على موقع عالم كرة القدم.نت (الإنجليزية)